# Vester Nykirke
Vester Nykirke ligger enligt placeret ved bebyggelsen Størsbøl ca. 16 km Ø for Esbjerg (Region Syddanmark).

## Eksterne kilder og henvisninger
- Vester Nykirke på KortTilKirken.dk
- Vester Nykirke i bogværket Danmarks Kirker (udg. af Nationalmuseet)